# Dienstgang
Dienstgang ist in Deutschland ein Begriff des Reisekostenrechts.

## Bundesrecht
Dienstgang bezeichnete nach dem Bundesreisekostengesetz (BRKG) in der Fassung vom 20. März 1965 (a. F.) Gänge oder Fahrten am Dienst- oder Wohnort zur Erledigung von Dienstgeschäften außerhalb der Dienststätte (§ 2 Abs. 3 BRKG a. F) durch Bundesbeamte, Richter im Bundesdienst, Soldaten sowie der in den Bundesdienst abgeordneten anderen Beamten und Richter (§ 1 Abs. 1 BRKG a. F.). Demgegenüber waren Dienstreisen definiert als Reisen zur Erledigung von Dienstgeschäften außerhalb des Dienstortes (§ 2 Abs. 1 BRKG a. F.). Mit der Neufassung des Bundesreisekostengesetzes zum 1. September 2005 entfiel der Begriff des Dienstgangs im Bundesrecht. Dienstgeschäfte am Dienst- oder Wohnort, aber außerhalb der Dienststätte, unterfallen seitdem ebenfalls dem Begriff der Dienstreise.
Dienstgänge mussten von der zuständigen Dienststelle angeordnet oder genehmigt worden sein, es sei denn, dass eine Anordnung oder Genehmigung nach dem Amt im statusrechtlichen Sinne des Dienstreisenden oder dem Wesen des Dienstgeschäfts nicht in Betracht kam (§ 2 Abs. 3 BRKG a. F.). Dem Wohnort stand ein dem vorübergehenden Aufenthalt dienender Ort gleich (ebd.).
Dienstgänge waren auch Gänge oder Fahrten in Nachbarorte zur Erledigung von Dienstgeschäften, da Nachbarorte nach dem Bundesreisekostengesetz a. F. zum Wohn-, Dienst- oder Geschäftsort gehörten. Nachbarorte waren definiert als Gemeinden oder Teile von solchen, die miteinander räumlich, wirtschaftlich und verkehrsmäßig in engem Zusammenhang stehen und vom Bundesminister des Innern durch Rechtsverordnung zu Nachbarorten erklärt worden waren.
Bei Dienstgängen (sowie bei Dienstreisen bis zu fünf Stunden Dauer) standen Fahrkostenerstattung (§ 5 BRKG a. F.), Wegstrecken- und Mitnahmeentschädigung (§ 6 BRKG a. F.) und Nebenkostenerstattung (§ 14 BRKG a. F.) zu (§ 15 BRKG a. F.). Daneben wurden die nachgewiesenen notwendigen Auslagen für Verpflegung und Unterkunft unter Berücksichtigung der häuslichen Ersparnis erstattet (ebd.).

## Landesrecht
Im Reisekostenrecht der Länder lebt der Begriff des Dienstgangs teilweise fort, z. B. in Baden-Württemberg. Dort bezeichnet er wie im Bundesrecht Gänge oder Fahrten zur Erledigung von Dienstgeschäften am Dienst- oder Wohnort außerhalb der Dienststätte.